# Сокорнов, Василий Никандрович

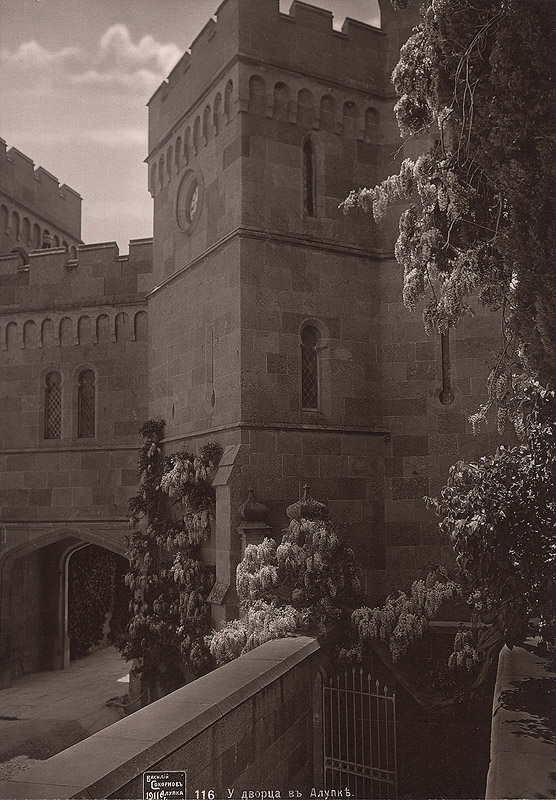
Возле дворца в Алупке. 1898—1902 гг.

Сокорнов Василий Никандрович (27 февраля 1867, Васильевское, Шуйский район — 22 апреля 1946, Алупка, Крымская область) — русский и советский фотограф, который жил и работал в Крыму.

## Детство и учёба

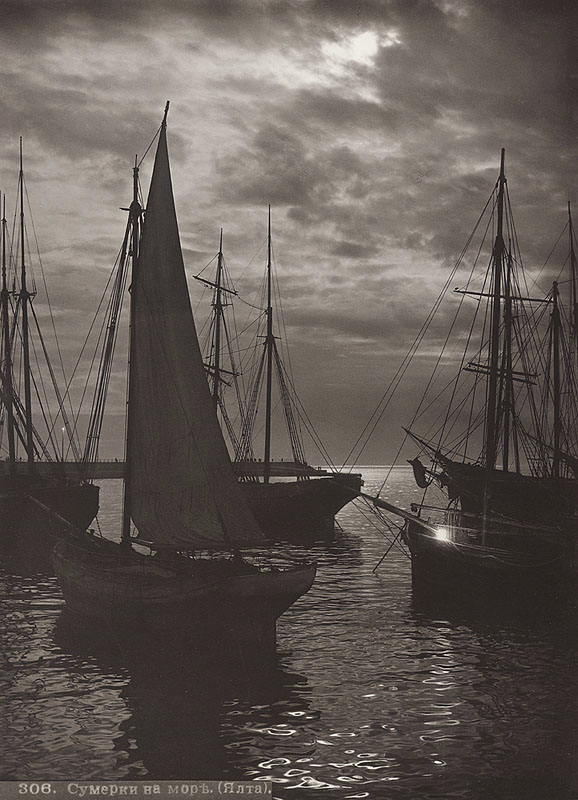
Сумерки на море. Ялта. 1900-е

Сокорнов Василий Никандрович родился 27 февраля 1867 года в селе Васильевское Владимирской губернии в обычной сельской семье. Получил начальное образование в Лушниковском училище под Воронежем, потом учился в Императорской Академии художеств. В 1887 году был зачислен вольным слушателем на отделение живописи Петербургской Академии художеств. Тогда же он устроился ретушёром в фотоателье мастера Пазетти, научившись там изготавливать художественное оформление и фотопластинки.

У парня резко ухудшилось здоровье и из-за подозрений на туберкулез врачи посоветовали ему уехать из Санкт-Петербурга в более здоровую местность.

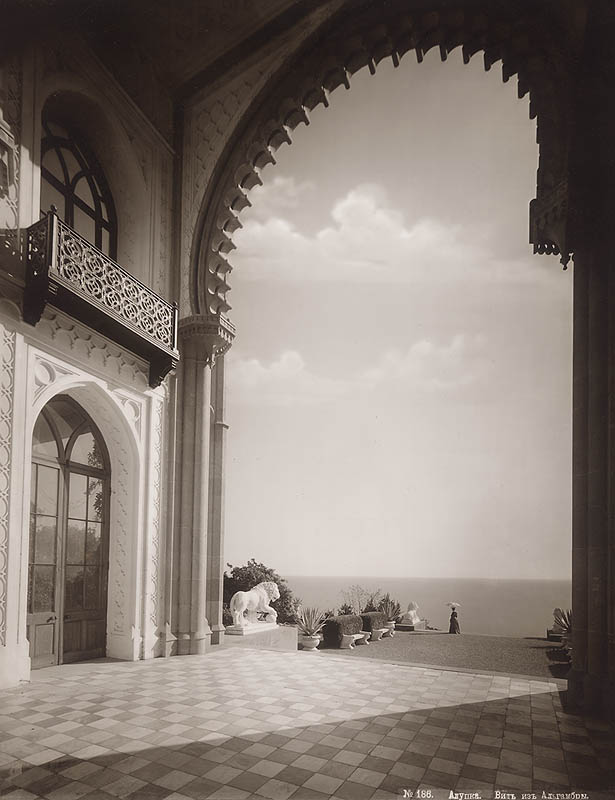
Алупка. Вид из Альгамбры. 1898—1902 гг.

## Начало карьеры
Благодаря финансовому содействию Общества поощрения художников Василий Сокорнов переехал на южный берег Крыма, в Алупку, в последнее десятилетие XIX века. Там он остановился в доме молодой вдовы Екатерины Стаховской. Здоровье его улучшилось, но рисование не давало возможности зарабатывать, поэтому он одолжил деньги на фотооборудование у Стаховской и начал фотографировать. Первые 50 фотографий фотограф хотел сдать в магазин Девичинского, куда сдавал и свои этюды, но владелец ему сначала отказал из-за высокой цены. Князь Феликс Юсупов-Сумароков, который тогда был в магазине, выкупил у него все 50 фотографий за 25 рублей. После этого Сокорнов начал получать заказы на свои работы от Девичинского и вскоре стал известен не только в Крыму.
Крымские фото Сокорнова получили награду — бронзовую медаль на Всемирной универсальной выставке в Париже (1900), где его представила фирма Пазетти. Он также получил награду на международной художественно-фотографической выставке в Санкт-Петербурге, которая состоялась по случаю двухсотлетия города. Его фотографии публиковали в иллюстрированных журналах «Нива», «Солнце России», «Открытое письмо». Более 20 работ было использовано в книге Льва Симиренко «Крымское промышленное плодоводство» (1912). Он также получил серебряную медаль на ещё одной международной выставке в Санкт-Петербурге, а также на фотографической выставке в Киеве.
В 1908 году Сокорнова приняли в Русское фотографическое общество, что давало ему возможность свободно фотографировать по территории всей Российской империи, а также давало существенные скидки на приобретение фотоматериалов.
Есть сведения о сотрудничестве фотографа с такими издателями как: Абильтаар Умеров (Бахчисарай); акционерное общество «Гранберг» и издательство «Эрнст Г. Сванстрем и сын» (Стокгольм); библиотека Ю. Волковой, Дмитрий Николич, З. Несвитайлова и «Фотография И. Семенова» (Ялта); библиотека и книжная лавка Девичинского (Алупка); издательство "Община Св. Евгении Красного Креста (Санкт-Петербург); «Котрагентство печати», «Торговый дом Эккель и Калах» и «Шерер, Набгольц и Ко» (Москва); «Северное издательство» и «Штенгель и Ко» (Дрезден). Достоверные данные об этом существуют только с 1911 года, когда издатели начали указывать фотографов на фото и открытках, согласно постановлению относительно авторского права. Ю. Волкова и И. Семенов были среди первых издателей работ Сокорнова, также известно по крайней мере шесть изданий листовок силами самого Сокорнова.
В 1912 году Василий Никандрович получил заказ от Юсупова-Сумарокова на фотосъемку его имения.

## Советский период
Фотоателье Сокорнова работало до 1927 года, хотя после событий Первой мировой войны и Октябрьского переворота его доходов не было достаточно. В 1928 году, после ликвидации частных фотозаведений, Сокорнов устроился на работу в издательство «Крымиздат» и стал автором логотипа. Его открытки переиздавались, но из-за сокращения срока действия авторского права до пяти лет и принудительной продажи прав на фотоработы государству за символический гонорар, Сокорнов не получил ожидаемых прибылей. В 1930 году издательство «Крымиздат» получило более 1300 авторских негативов фотографа.
В 1937 году Сокорнов очень успешно принял участие в фотовыставке.

## Последние годы жизни
В 1944 году, в конце войны, Сокорнов фотографировал солдат и офицеров, которые проходили реабилитацию в госпиталях Крыма. 100 своих лучших работ Скоронов лично передал в Алупкинский музей-дворец, но фотографии исчезли, когда музей превратили в государственную дачу.
22 апреля 1946 года Василий Никандрович умер. Он похоронен на старом алупкинском кладбище.

## Читать далее
- Елкин В. Желанные весточки с Юга. Крым в зеркале открыток//Василий Сокорнов. Виды Крыма. — СПб: Государственный центр фотографии, 2006. — С.31.
- Морозов С. Атрибуция произведений Василия Сокорнова по открыткам// Василий Сокорнов. Виды Крыма. — СПб: Государственный центр фотографии, 2006. — С.33.
- Прибой волн. Алупка: [Открытое письмо]/ Изд. Фотографа И. Семенова в Ялте. — Stogolm: Granberg K. A., Б.г.